# Diocese de Villarrica
A Diocese de Villarrica (em latim: Dioecesis Villaricensis) é uma diocese localizada na cidade de Villarrica, pertencente a Arquidiocese de Concepción no Chile. Foi fundada em 16 de julho de 1901 pelo Papa Leão XIII. Originalmente foi estabelecido como sendo Prefeitura Apostólica de Araucanía, sendo elevada à condição de diocese em 19 de novembro de 2001. Com uma população católica de 252.900 habitantes, sendo 59,8% da população total, possui 28 paróquias com dados de 2017.

## História
A Diocese de Villarrica foi criada em 16 de julho de 1901 pelo Papa Leão XIII através da cisão da então Diocese de Concepción. Originalmente foi denominada como sendo Prefeitura Apostólica de Araucanía, sendo elevada à condição de Vicariato Apostólico de Araucanía em 28 de março de 1928 e a diocese em 19 de novembro de 2001.

## Lista de bispos
A seguir uma lista de bispos desde a criação da prefeitura apostólica em 1901. Em 1928 foi elevada à condição de vicariato apostólico e em 2001 a condição de diocese.
|                                         | Nome                                      | Período              | Notas                           |
| Bispos de Villarrica                    | Bispos de Villarrica                      | Bispos de Villarrica | Bispos de Villarrica            |
| --------------------------------------- | ----------------------------------------- | -------------------- | ------------------------------- |
| 2º                                      | Francisco Javier Stegmeier Schmidlin      | 2009-atual           |                                 |
| 1º                                      | Sixto José Parzinger Foidl, OFM Cap       | 2001-2009            |                                 |
| Vigários Apostólicos de Araucanía       |                                           |                      |                                 |
| 3º                                      | Sixto José Parzinger Foidl, OFM Cap       | 1977-2001            |                                 |
| 2º                                      | Carlos Guillermo Hartl de Laufen, OFM Cap | 1958-1977            |                                 |
| 1º                                      | Guido Benedetto Beck de Ramberga, OFM Cap | 1928-1958            |                                 |
| Prefeito Apostólico de Araucanía        |                                           |                      |                                 |
| 1º                                      | Guido Benedetto Beck de Ramberga, OFM Cap | 1925-1928            |                                 |
| Vigário apostólico coadjutor            |                                           |                      |                                 |
| 1º                                      | Carlos Guillermo Hartl de Laufen, OFM Cap | 1956-1958            |                                 |
| Padre desta diocese que se tornou bispo |                                           |                      |                                 |
|                                         | René Osvaldo Rebolledo Salinas            |                      | nomeado Bispo de Osorno em 2004 |